# The Beautiful Game
The Beautiful Game är en musikal av Andrew Lloyd Webber och Ben Elton som hade premiär den 26 september 2000 på Cambridge Theatre i London. Musikalen spelades under 11 månader med avslutning den 1 september 2001. Handlingen kretsar kring en grupp ungdomar i ett lokalt fotbollslag i Nordirland och deras kamp mot den religiösa intoleransen och våldet i området. Titeln kommer från titeln på Pelés självbiografi My Life and the Beautiful Game. The Beautiful Game belönades med Critics‘ Circle Award för bästa musikal.
En omarbetad version av musikalen, med namnet The Boys in the Photograph, kommer att spelas i Kanada under 2009 och i Sydafrika 2010.